# 九龍巴士252線
九龍巴士252線，由九巴營辦，循環來往屯門公路轉車站及掃管笏，途經大欖涌、小欖及愛琴海岸。
本線於2018年6月25日投入服務，是輕鐵專區撤銷後九巴首條全日服務屯門區內的專營巴士路線。

## 歷史
掃管笏大型私人屋苑星堤於2011年末入伙，加上未來數年多個新樓盤在同區落成，人口與交通需求持續上升。惟該區只有港鐵巴士K53綫、小巴43、43S線往返屯門新市鎮（前者於假日更不設服務），以及三條只於繁忙時間服務的特別班次前往市區，難以應付該區未來數年的人口增長。即使地區人士要求增加全日路線服務該區，但運輸署多番以人口不足為由拒絕。
就在此時，運輸及房屋局在2017年6月發表的「公共交通策略研究」提出以試驗形式在新界個別目前屬人口密度較低但有增長潛力的地區，以中型單層巴士提供來往交通樞紐的穿梭服務，方便乘客轉乘前往其他目的地。因此運輸署於2018-2019年度巴士路線計劃中建議試辦M61線，為掃管笏路居民提供於屯門公路轉車站全日接駁市區的服務。
不過，屯門區議會交通及運輸委員會認為M61的編號會令乘客與61M線混淆，建議巴士公司修改路線編號。除此之外，有個別委員亦建議擴大路線服務範圍，包括延長至滿名山及屯門碼頭，以增加本線的整體客源。因此，運輸署於同年6月向區議會遞交的文件中將本線的編號修改為「252」，並提早至2018年第2季開辦。由於中型單層巴士未能如期付運，故路線開辦初期將以普通單層巴士行走。至於擴充服務範圍方面，運輸署會視乎此路線的客量再作考慮。有政黨建議延長252線至屯門碼頭，但運輸署已明確拒絕。
最後，於2018年6月25日，252線投入服務。
2019年4月28日，252線正式全日服務。
2021年1月4日：掃管笏及屯門公路轉車站開出頭班車時間分別提早至05:30及06:30。
2023年5月29日：252線改以循環線形式運作，以屯門公路轉車站為總站；按原有路線駛至掃管笏路掉頭後，繞經管翠路，然後返回掃管笏路及原有路線；新增管翠路「管翠路18號」站，取代原有位於掃管笏路西行之「星堤」站；於每日清晨及平日上午繁忙時間增設特別班次由掃管笏路「星堤」站開往屯門公路轉車站；每日00:10及00:30之班次以管翠路「管翠路18號」站為終點。

## 服務時間及班次
| 屯門公路轉車站開 | 屯門公路轉車站開 | 屯門公路轉車站開 |
| 日期             | 服務時間         | 班次（分鐘）     |
| ---------------- | ---------------- | ---------------- |
| 星期一至五       | 06:30-07:10      | 20               |
| 星期一至五       | 07:10-16:55      | 15               |
| 星期一至五       | 16:55-17:55      | 12               |
| 星期一至五       | 17:55-19:55      | 10               |
| 星期一至五       | 19:55-22:10      | 15               |
| 星期一至五       | 22:10-23:50      | 20               |
| 星期一至五       | 00:10、00:30     |                  |
| 星期六           | 06:30-07:00      | 30               |
| 星期六           | 07:00-18:00      | 15               |
| 星期六           | 18:00-20:00      | 12               |
| 星期六           | 20:00-22:30      | 15               |
| 星期六           | 22:30-23:50      | 20               |
| 星期六           | 00:10、00:30     |                  |
| 星期日及公眾假期 | 06:30-07:00      | 30               |
| 星期日及公眾假期 | 07:00-08:00      | 20               |
| 星期日及公眾假期 | 08:00-18:00      | 15               |
| 星期日及公眾假期 | 18:00-20:00      | 12               |
| 星期日及公眾假期 | 20:00-22:30      | 15               |
| 星期日及公眾假期 | 22:30-23:50      | 20               |
| 星期日及公眾假期 | 00:10、00:30     |                  |

綠字班次之的班次以「管翠路18號」站為終點站，不會返回屯門公路轉車站。
特別班次（掃管笏 (星堤) →屯門公路轉車站）
- 星期一至五：05:27、05:47、06:07、06:27、06:40、07:20、08:05、08:35
- 星期六、星期日及公眾假期：05:27、05:57、06:17、06:37

## 收費
全程：$5.8
| - 本線設有12歲以下小童及65歲或以上長者半價優惠。 - 65歲或以上香港居民使用「樂悠咭」，以及12歲以下合資格殘疾兒童使用「殘疾人士身份」個人八達通繳付車資，均可享有每程$2.0或半價（以較低者為準）的票價優惠；12至64歲合資格殘疾人士使用「殘疾人士身份」個人八達通（包括「樂悠咭」），以及60至64歲香港居民使用「樂悠咭」繳付車資，均可享有每程$2.0或全費（以較低者為準）的票價優惠。 - 65歲或以上長者如使用長者或一般個人八達通繳付車資，則只可享有半價優惠；12至64歲合資格殘疾人士如不使用「殘疾人士身份」個人八達通，以及60至64歲人士如不使用「樂悠咭」繳付車資，必須繳付全費。 - 乘客可以現金或八達通於上車時付款，不設找續。 - 每位成人乘客可免費攜帶最多兩名4歲以下而不佔座位的兒童乘客乘車，超額之4歲以下小童必須繳付小童車費乘車。 - 持有「九巴月票」之乘客在車票有效期內，每日可享最多10程任何九龍巴士及龍運巴士路線（包括本路線，以及聯營路線的九龍巴士／龍運巴士提供的班次；惟乘搭機場「A」及「NA」線則可享原價二七折優惠（不會計算每天10次合資格車程））；而B1線則每日可享最多各2程（不會計算每天10次合資格車程）。 - 九龍巴士、城巴、龍運巴士及陽光巴士全職員工及家屬（不包括外判職員）可免費乘搭本路線，惟必須拍職員或職員家屬八達通。 - 乘客亦可透過多元化電子支付系統（e度嘟）繳付車資，包括使用非接觸式VISA卡、JCB卡、萬事達卡、銀聯卡、美國運通、大來國際、Discover Card、Apple Pay、Google Pay、Samsung Pay、AlipayHK「易乘碼」、支付寶、WeChatHK／微信支付「搭車碼」、銀聯雲閃付「乘車碼」及BOC Pay「乘車碼」。乘客使用此付款方式，使用此支付方式的乘客可享有中途下車之分段收費，以及與其他九巴／龍運獨營路線或聯營線九巴／龍運班次之轉乘優惠，惟不適用於與非九巴／龍運路線之轉乘優惠，亦不能享有「公共交通費用補貼計劃」及「長者及合資格殘疾人士公共交通票價優惠計劃」。 |

## 使用車輛
現時本線與52X線共獲派1輛富豪B9TL 12米（AVBWU）及21輛亞歷山大丹尼士Enviro 500 MMC 12米（ATENU）巴士，由屯門車廠及荔枝角車廠聯合派車。
| 車隊編號  | 車牌   |
| --------- | ------ |
| AVBWU222  | RD9278 |
| ATENU62   | SD8869 |
| ATENU1315 | VF2306 |
| ATENU1332 | VG6401 |
| ATENU1347 | VJ2349 |
| ATENU1376 | VK1217 |
| ATENU1380 | VK1936 |
| ATENU1383 | VK3875 |
| ATENU1385 | VK2657 |
| ATENU1387 | VK2916 |
| ATENU1393 | VK6146 |
| ATENU1396 | VK6566 |
| ATENU1397 | VK7094 |
| ATENU1400 | VK6533 |
| ATENU1402 | VK6932 |
| ATENU1403 | VK7596 |
| ATENU1405 | VK9569 |
| ATENU1406 | VK9600 |
| ATENU1606 | VT 622 |
| ATENU1607 | VT 669 |
| ATENU1608 | VT 719 |
| ATENU1614 | VT1237 |
| ATENU1618 | VT1652 |

## 行車路線
經：青山公路（大欖、掃管笏段）、掃管笏路、管翠路、掃管笏路、青山公路（掃管笏、大欖段）、屯門公路巴士轉乘站（九龍方向）及青山公路—大欖段。
註：
1. 早上由掃管笏特別班次開出特別班次不經斜體字之路段

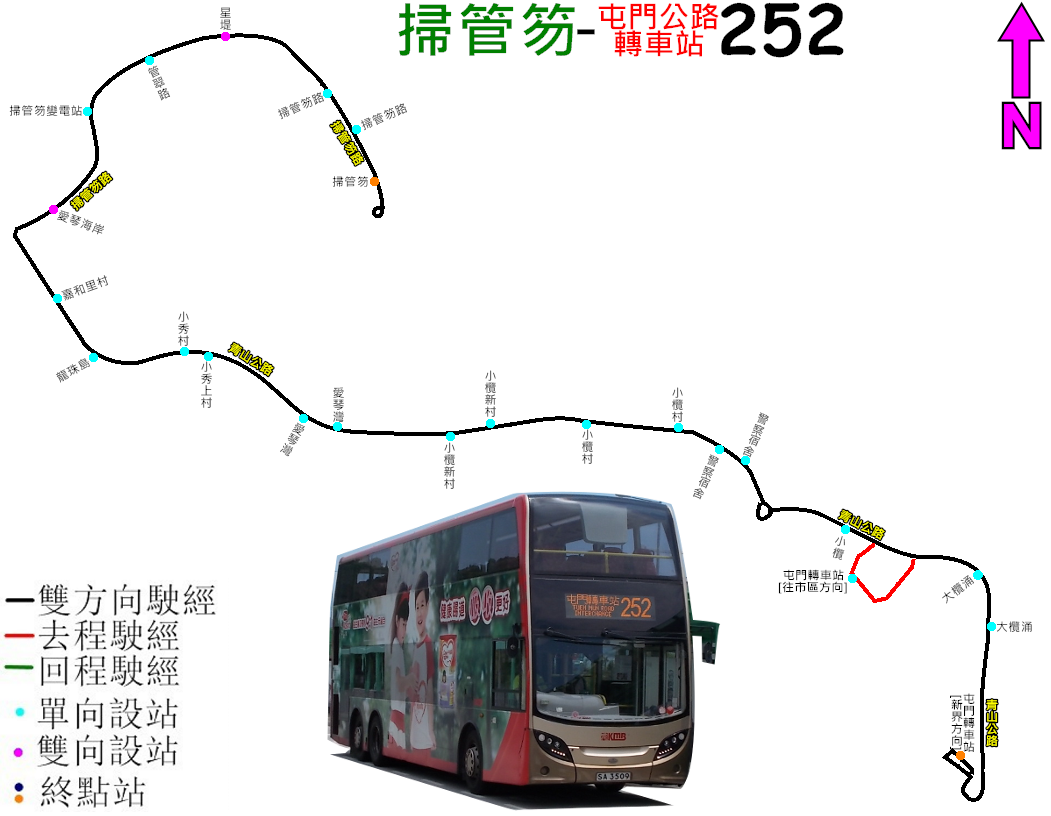
252線的走線圖

2. 每日00:10後的班次不經粗體字之路段。

具體停站請參考資訊框。

## 外部連結
- 2018-2019年度屯門區巴士路線計劃 （页面存档备份，存于）